# Cardeal Secretário de Estado
Cardeal Secretário de Estado é o titular da Secretaria de Estado de Sua Santidade o Papa. Tem por atribuição dirigi-la, sendo esta o mais antigo e importante dicastério da Cúria Romana. O cardeal secretário de Estado é encarregado da atividade política e diplomática da Santa Sé e é conhecido como o "primeiro-ministro" da Santa Sé.
Atualmente, o cargo de Secretário de Estado da Santa Sé é exercido pelo cardeal Pietro Parolin. Nomeado pelo Papa Francisco em 2013, continua o seu mandato no pontificado do atual Papa Leão XIV.

## Secretários de Estado entre 1551 e 1644
- Girolamo Dandini (1551–1555)
- Carlo Borromeo (1560–1565)
- Tolomeo Gallio (1565–1566)
- Girolamo Rusticucci (1566–1572)

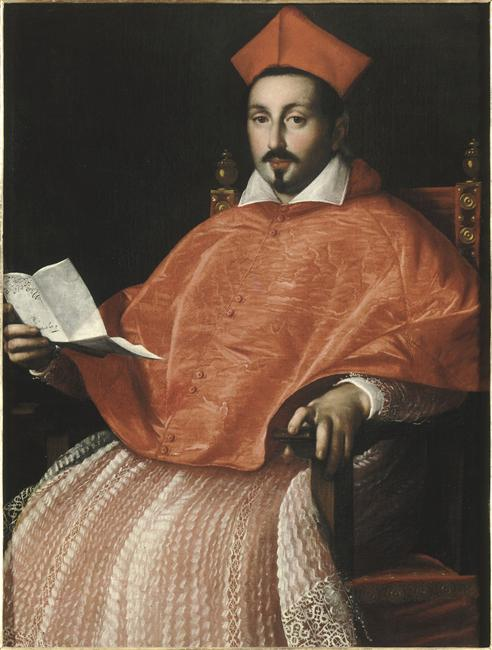
O cardeal Scipione Borghese foi cardeal-sobrinho do Papa Paulo V e seu Cardeal Secretário de Estado, cargo que na época se designava "Cardeal Sobrinho".

- Tolomeo Gallio (2º período) (1572–1585)
- Decio Azzolini, Sr. (1585–1587)
- Alessandro Peretti de Montalto (Cardeal-sobrinho) (1587–1590)
- Paolo Emilio Sfondrati (Cardeal-sobrinho) (1591)
- Giovanni Antonio Facchinetti (Cardeal-sobrinho) (1591)
- Pierbenedetto Peretti (1592–1593)
- Pietro Aldobrandini (Cardeal-sobrinho) (1593–1605)
- Erminio Valenti (1605)
- Scipione Borghese (Cardeal-sobrinho) (1605–1621)
- Ludovico Ludovisi (Cardeal-sobrinho) (1621–1623)
- Lorenzo Magalotti (1623–1628)
- Lorenzo Azzolini (1628–1632)
- Pietro Benessa (1632–1634)
- Francesco Adriano Ceva (1634–1643)
- Giambattista Spada (1643–1644)

## Cardeais Secretários de Estado desde 1644
1. Giovanni Giacomo Panciroli (1644–1651)
2. Fabio Chigi (1651–1655); eleito Papa Alexandre VII (1655–1667)
3. Giulio Rospigliosi (1655–1667); eleito Papa Clemente IX (1667–1669)
4. Decio Azzolini, o Jovem (1667–1669)
5. Federico Borromeo, júnior (1670–1673)
6. Francesco Nerli (1673–1676)
7. Alderano Cibo (1676–1689)
8. Giambattista Rubini (1689–1691)
9. Fabrizio Spada (1691–1700)
10. Fabrizio Paolucci (1700–1721) (1.° período)
11. Giorgio Spinola (1721–1724)
12. Fabrizio Paolucci (1724–1726) (2.° período)
13. Niccolò Maria Lercari (1726–1730)
14. Antonio Banchieri (1730–1733)
15. Giuseppe Firrao sr (1733–1740)
16. Silvio Valenti Gonzaga (1740–1756)
17. Alberico Archinto (1756–1758)
18. Ludovico Maria Torriggiani (1758–1769)
19. Lazzaro Opizio Pallavicini (1769–1785)
20. Inácio Caetano Boncompagni-Ludovisi (1785–1789)
21. Francesco Saverio de Zelada (1789–1796)
22. Ignazio Busca (1796–1797)
23. Giuseppe Doria Pamphili (1797–1799)
24. Ercole Consalvi, "pro-segretario" (1800); "segretario" (1800–1806)
25. Filippo Casoni (1806–1808)
26. Giulio Gabrielli, o Novo (1808–1814) - Giuseppe Doria Pamphilj, "pro-segretario" (1808); Bartolomeo Pacca, "pro-segretario" (1808–1814)
27. Ercole Consalvi (1814–1823)
28. Giulio Maria della Somaglia (1823–1828)
29. Tommaso Bernetti, "pro-segretario" (1828–1829) (1.° período)
30. Giuseppe Albani (1829–1830)
31. Tommaso Bernetti, "pro-segretario" (1831); cardeal "segretario" (1831–1836) (2.° período)
32. Luigi Emmanuele Nicolo Lambruschini, B. (1836–1846)
33. Tommaso Pasquale Gizzi (1846–1847)
34. Gabriele Ferretti (1847–1848)
35. Giuseppe Bofondi (1848–1848)
36. Giacomo Antonelli (1848–1848)(1.° período)
37. Anton Orioli, O.F.M.Conv. (1848–1848), cardeal secretário interino
38. Giovanni Soglia Ceroni (1848–1848)
39. Giacomo Antonelli (1848–1876) (2.° período)
40. Giovanni Simeoni (1876–1878)
41. Alessandro Franchi (1878–1878)
42. Lorenzo Nina 1878–1880)
43. Luigi Jacobini (1880–1887)
44. Mariano Rampolla (1887–1903)
45. Rafael Merry del Val (1903–1914)
46. Domenico Ferrata (Sept–Oct 1914)
47. Pietro Gasparri (1914–1930)
48. Eugenio Pacelli (1930–1939), eleito Papa Pio XII
49. Luigi Maglione (1939–1944)
50. Domenico Tardini (1958–1961)
51. Amleto Giovanni Cicognani (1961–1969)
52. Jean-Marie Villot (1969–1979)
53. Agostino Casaroli (1979–1990)
54. Angelo Sodano (1991–2006)
55. Tarcisio Bertone, S.D.B. (2006–2013)
56. Pietro Parolin (2013–)